# Runaljod – Yggdrasil
Runaljod – Yggdrasil (El sonido de las Runas - Yggdrasil) es el segundo álbum del grupo noruego de folk nórdico Wardruna. Fue lanzado en 2013 por Indie Recordings/Fimbulljóð Productions.
El álbum es el segundo de la trilogía Runaljod (continúa con el siguiente álbum), inspirada en las 24 antiguas runas del Futhark antiguo.
Las letras fueron compuestas por Kvitrafn en noruego, nórdico antiguo y protonórdico, y se centran en temas espirituales nórdicos.

## Contenido lírico y temas
El título de la canción de apertura, Rotlaust tre fell, que significa "un árbol sin raíces cae", se basa en la filosofía de la banda. La canción hace referencia a Odín y Frigg, los sabios Vanir, los antiguos Thurs y las Nornas. Se usó en la tercera temporada de Vikingos durante la preparación para un ataque en París.
Fehu, se usó en la primera temporada de la misma serie durante una escena de incursiones, habla de los peligros del oro y la riqueza y cómo la avaricia se apodera de los corazones de hombres.
La canción final, Helvegen ("El camino a  Hel") es esencialmente una canción funeraria. La canción (y el álbum) terminan con la famosa estrofa del Hávamál: "El ganado muere, los parientes mueren, tú también morirás, pero la palabra sobre ti nunca morirá si ganas una buena reputación. El ganado muere, los parientes mueren, tú también morirás, yo sé de algo que nunca muere: el juicio de los que murieron". Helvegen se usó en la segunda temporada de Vikingos mientras Ragnar y sus hombres se preparan para navegar de nuevo a Wessex.

## Lista de canciones
| N.º | Título                                        | Duración |  |
| 1.  | «Rotlaust tre fell» (Un árbol sin raíces cae) | 4:11     |  |
| 2.  | «Fehu» (Riqueza)                              | 6:45     |  |
| 3.  | «NaudiR» (Necesidad)                          | 6:31     |  |
| 4.  | «EhwaR» (Caballo)                             | 4:10     |  |
| 5.  | «AnsuR» (Æsir)                                | 6:30     |  |
| 6.  | «IwaR» (Tejo)                                 | 5:42     |  |
| 7.  | «Ingwar» (Yngvi)                              | 5:28     |  |
| 8.  | «Gibu» (Regalo)                               | 5:30     |  |
| 9.  | «Solringen» (Halo solar)                      | 6:30     |  |
| 10. | «Sowelu» (Sol)                                | 7:40     |  |
| 11. | «Helvegen» (El camino a Hel)                  | 7:11     |  |

## Créditos

### Wardruna
- Kvitrafn - voz e instrumentos
- Gaahl - voz
- Lindy Fay Hella - voz